# Carlton Morris
Carlton John Morris (Cambridge, 16 dicembre 1995) è un calciatore inglese, attaccante del Derby County.

## Carriera

### Club
Calcisticamente cresciuto nel settore giovanile del Norwich City, ha giocato in prestito in vari club inglesi delle divisioni inferiori fino ad arrivare in Premier League con la maglia del Luton Town nel 2023.
Segna il suo primo gol in Premier League il 12 agosto 2023 nella sconfitta per 4-1 contro il Brighton, in cui converte un calcio di rigore. Il 30 settembre, segna il gol vittoria contro l'Everton che sancisce la prima vittoria del Luton Town in Premier League.

### Nazionale
Nel 2013 ha realizzato 2 reti in 3 presenze con la maglia della nazionale inglese Under-19.

## Statistiche

### Presenze e reti nei club
Statistiche aggiornate all'8 maggio 2025.
| Stagione                | Squadra                 | Campionato              | Campionato | Campionato | Coppe nazionali | Coppe nazionali | Coppe nazionali | Coppe continentali | Coppe continentali | Coppe continentali | Altre coppe | Altre coppe | Altre coppe | Totale | Totale |
| Stagione                | Squadra                 | Comp                    | Pres       | Reti       | Comp            | Pres            | Reti            | Comp               | Pres               | Reti               | Comp        | Pres        | Reti        | Pres   | Reti   |
| ----------------------- | ----------------------- | ----------------------- | ---------- | ---------- | --------------- | --------------- | --------------- | ------------------ | ------------------ | ------------------ | ----------- | ----------- | ----------- | ------ | ------ |
| gen.-giu. 2014          | Oxford United           | FL2                     | 7          | 0          | FACup+CdL       | 0+2             | 0+1             | -                  | -                  | -                  | FLT         | 1           | 0           | 10     | 1      |
| 2014-gen. 2015          | York City               | FL2                     | 8          | 0          | FACup+CdL       | 0+0             | 0+0             | -                  | -                  | -                  | FLT         | 0           | 0           | 8      | 0      |
| gen.-giu. 2015          | Norwich City            | FLC                     | 1          | 0          | FACup+CdL       | 0+0             | 0+0             | -                  | -                  | -                  | -           | -           | -           | 1      | 0      |
| 2015-2016               | Hamilton Academical     | SP                      | 32         | 8          | CS+CdL          | 1+0             | 0+0             | -                  | -                  | -                  | -           | -           | -           | 33     | 8      |
| 2016-gen. 2017          | Norwich City            | FLC                     | 0          | 0          | FACup+CdL       | 0+0             | 0+0             | -                  | -                  | -                  | -           | -           | -           | 0      | 0      |
| gen.-giu. 2017          | Rotherham United        | FLC                     | 8          | 0          | FACup+CdL       | 0+0             | 0+0             | -                  | -                  | -                  | -           | -           | -           | 8      | 0      |
| 2017-2018               | Shrewsbury Town         | FL1                     | 42+3       | 6+1        | FACup+CdL       | 3+0             | 1+0             | -                  | -                  | -                  | FLT         | 5           | 2           | 53     | 10     |
| 2018-2019               | Norwich City            | FLC                     | 0          | 0          | FACup+CdL       | 0+0             | 0+0             | -                  | -                  | -                  | -           | -           | -           | 0      | 0      |
| Totale Norwich City     | Totale Norwich City     | Totale Norwich City     | 1          | 0          |                 | 0               | 0               |                    | 0                  | 0                  |             | 0           | 0           | 1      | 0      |
| 2019-gen. 2020          | Rotherham United        | FL1                     | 21         | 3          | FACup+CdL       | 3+1             | 0+0             | -                  | -                  | -                  | FLT         | 3           | 1           | 28     | 4      |
| Totale Rotherham United | Totale Rotherham United | Totale Rotherham United | 29         | 3          |                 | 4               | 0               |                    | 0                  | 0                  |             | 3           | 1           | 36     | 4      |
| gen.-giu. 2020          | MK Dons                 | FL1                     | 10         | 2          | FACup+CdL       | 0+0             | 0+0             | -                  | -                  | -                  | FLT         | 0           | 0           | 10     | 2      |
| 2020-gen. 2021          | MK Dons                 | FL1                     | 18         | 3          | FACup+CdL       | 2+1             | 0+0             | -                  | -                  | -                  | FLT         | 3           | 1           | 24     | 4      |
| Totale MK Dons          | Totale MK Dons          | Totale MK Dons          | 28         | 5          |                 | 3               | 0               |                    | 0                  | 0                  |             | 3           | 1           | 34     | 6      |
| gen.-giu. 2021          | Barnsley                | FLC                     | 23+2       | 7+0        | FACup+CdL       | 0+0             | 0+0             | -                  | -                  | -                  |             | -           | -           | 25     | 7      |
| 2021-2022               | Barnsley                | FLC                     | 28         | 7          | FACup+CdL       | 2+0             | 2+0             | -                  | -                  | -                  |             | -           | -           | 30     | 9      |
| Totale Barnsley         | Totale Barnsley         | Totale Barnsley         | 51+2       | 14         |                 | 2               | 2               |                    | 0                  | 0                  |             | 0           | 0           | 55     | 16     |
| 2022-2023               | Luton Town              | FLC                     | 44+3       | 20+0       | FACup+CdL       | 3+1             | 0+0             | -                  | -                  | -                  | -           | -           | -           | 51     | 20     |
| 2023-2024               | Luton Town              | PL                      | 38         | 11         | FACup+CdL       | 4+1             | 0+0             | -                  | -                  | -                  | -           | -           | -           | 43     | 11     |
| 2024-2025               | Luton Town              | FLC                     | 41         | 8          | FACup+CdL       | 1+1             | 0+0             | -                  | -                  | -                  | -           | -           | -           | 43     | 8      |
| Totale Luton Town       | Totale Luton Town       | Totale Luton Town       | 126        | 39         |                 | 11              | 0               |                    | 0                  | 0                  |             | -           | -           | 137    | 39     |
| Totale carriera         | Totale carriera         | Totale carriera         | 321        | 75         |                 | 26              | 4               |                    | 0                  | 0                  |             | 12          | 4           | 359    | 83     |